# Deon Thompson
Deon Marshall Thompson (* 16. September 1988 in Torrance, Kalifornien) ist ein US-amerikanischer Basketballspieler, der auch über die Staatsangehörigkeit der Elfenbeinküste verfügt und Mitglied der Nationalmannschaft des Landes wurde. Der 2,04 Meter große und 109 kg schwere Thompson wird hauptsächlich auf der Position des Power Forwards und des Centers eingesetzt.

## Werdegang

### Vereinigte Staaten
Thompson wechselte aus seiner kalifornischen Heimat zum Studium an die University of North Carolina at Chapel Hill an der Ostküste. Deren Hochschulmannschaft Tar Heels gehört zu den renommiertesten Basketballmannschaften der NCAA. Mit dieser Mannschaft gewann er von 2007 bis 2009 dreimal die Hauptrunde der Atlantic Coast Conference und zudem zweimal das Finalturnier dieser Conference. Während man 2009 das Halbfinale in diesem Wettbewerb gegen den Außenseiter Seminoles der Florida State University verlor, gewann man drei Wochen später die landesweite Endrunde im Endspiel gegen die Spartans der Michigan State University und holte die NCAA-Meistertitel. Anschließend verließ der dominierende Spieler Tyler Hansbrough die Tar Heels, um Profi in der NBA zu werden.
Nachdem die Tar Heels in drei Jahren zuvor immer mindestens das Viertelfinale der landesweiten Endrunde erreicht hatte, hatte man 2010 ohne Hansbrough nur eine durchschnittliche Erfolgsquote und bekam nur eine Einladung zum National Invitation Tournament, bei dem man das Endspiel gegen die Flyers der University of Dayton verlor. Im Gegensatz zu Hansbrough und anderen Mannschaftskameraden der Meistermannschaft 2009 wurde Thompson, der mit 152 Einsätzen in NCAA-Meisterschaftsspielen zu den zehn Spielern in der NCAA mit den meisten Einsätzen aller Zeiten gehört, 2010 in der NBA-Draft nicht ausgewählt.

### Ikaros Esperos und KK Union Olimpija
Nach dem Ende seines Studiums 2010 wechselte Thompson daher nach Europa und spielte in Griechenland für Ikaros Esperos im Athener Vorort Kallithea. Dort fasste er schnell Fuß und wurde gleich in seiner ersten Saison in Europa in das All-Star-Team gewählt. Sein Verein Ikaros Esperos verpasste jedoch die Play-offs um die griechische Meisterschaft und Thompson wechselte zur darauffolgenden Spielzeit nach Slowenien. Mit KK Union Olimpija aus Ljubljana spielte Thompson auch im höchstrangigsten europäischen Vereinswettbewerb EuroLeague, in dem die Mannschaft nach nur einem Sieg in zehn Spielen in der Vorrunde ausschied. Zwar verteidigte KK Union Olimpija 2012 seinen Erfolg im slowenischen Pokalwettbewerb mit Erfolg, wobei zum Thompson zum wertvollsten Spieler des Wettbewerbs gewählt wurde, doch die Finalserie der Meisterschaft ging erneut gegen Titelverteidiger und Erzrivale KK Krka aus Novo mesto verloren. Jedoch wurde Thompson abermals zum Allstar gewählt und wurde im Allstar-Game als bester Spieler ausgezeichnet.

### Deutschland
Zur Spielzeit 2012/13 wechselte Thompson zum deutschen Verein Alba Berlin in die Basketball-Bundesliga. In seiner ersten Saison in Deutschland wurde Thompson ins „All-BBL First Team“ gewählt. Alba Berlin erreichte zwar, erst zum zweiten Mal in der Vereinsgeschichte, die Zwischenrunde der 16 besten Mannschaften im höchsten europäischen Vereinswettbewerb EuroLeague und gewann in Deutschland den BBL-Pokal 2013, schied aber bereits in der ersten Runde der Play-offs um die Meisterschaft gegen Bayern München aus. Zur folgenden Saison Bundesliga-Spielzeit 2013/14 wechselte Thompson dann wie drei seiner Mannschaftskameraden zu den Bayern, die wie Berlin ein Jahr zuvor mit einer „Wild Card“ an der EuroLeague-Saison 2013/14 teilnahmen und dort unter die letzten 16 Mannschaften einzogen. Thompson wurde in derselben Spielzeit zudem mit den Bayern Deutscher Meister.

### Liaoning Flying Leopards, Hapoel Jerusalem, Bayern München
Zur Saison 2014/15 wechselte Thompson nach China zu den Liaoning Flying Leopards in die CBA. Dort schaffte er es mit seiner Mannschaft den Einzug ins Meisterschaftsfinale, dort unterlag man jedoch den Beijing Ducks. Da die Spielzeit in China bereits im März zu Ende ist, unterschrieb Thompson am 23. März für den Rest der Saison bei Hapoel Jerusalem. Mit diesem Verein wurde er dank eines Sieges über Hapoel Eilat der überraschende Gewinn des Meistertitels in der Ligat ha’Al.
Zur Saison 2015/16 kehrte er in die Basketball-Bundesliga nach Deutschland zurück. Dort unterschrieb er einen über ein Jahr datierten Vertrag beim FC Bayern München. Somit lief Thompson auch wieder im höchsten europäischen Vereinswettbewerb, der EuroLeague, auf.

### Galatasaray Istanbul, Roter Stern Belgrad
Nach einem Jahr in der Basketball-Bundesliga wechselte Thompson in die Türkiye Basketbol Ligi zu Galatasaray Istanbul und spielte im weiteren Verlauf der Saison 2016/17 für Roter Stern Belgrad. Mit Belgrad gewann er den serbischen Meistertitel, den Pokalwettbewerb sowie den Meistertitel in der Adriatischen Basketballliga.

### Spanien, Litauen
Bis auf einen kurzen Zwischenhalt beim litauischen Spitzenverein Žalgiris Kaunas, der mit dem Sieg in der Staatsmeisterschaft gekrönt wurde, spielte Thompson in den folgenden Jahren bei den spanischen Erstligisten Miraflores (aufgrund einer Werbevereinbarung CB San Pablo Burgos genannt) und Málaga. In der Saison 2021/22 stand Thompson erneut in der spanischen Liga ACB.

### Seit 2022
2022/23 stand Thompson in Diensten des türkischen Erstligisten Tofaş Bursa und wechselte anschließend nach Japan. Danach setzte er seine Laufbahn bei den Indios de Mayagüez in Puerto Rico, ehe er nach Südkorea zur Mannschaft KCC Egis wechselte.

## Nationalmannschaft
Nachdem Thompson bei der U19-Juniorenweltmeisterschaft 2007 im serbischen Novi Sad mit der US-amerikanischen Auswahl die Silbermedaille gewonnen hatte, gewann er mit der US-amerikanischen Studentenauswahl 2009 die Bronzemedaille bei der Sommer-Universiade 2009 in Belgrad, ebenfalls bei einem Turniersieg der serbischen Gastgeber, die man in der Zwischenrunde knapp besiegt hatte.
Später wurde Thompson Nationalspieler der Elfenbeinküste. Er nahm mit der Auswahl unter anderem an der Weltmeisterschaft 2019 sowie am Ausscheidungsturnier für die Olympischen Sommerspiele 2024 teil.

## Erfolge
- Silbermedaille U19-WM 2007
- Bronzemedaille Universiade 2009
- NCAA-Meisterschaft 2009
- Deutscher Pokalsieger 2013
- Deutscher Meister 2014
- Israelischer Meister 2015
- Serbischer Meister 2017
- Serbischer Pokalsieger 2017
- Sieger der Adriatischen Basketballliga 2017
- Litauischer Meister 2019